# Faster Harder Scooter
A Faster Harder Scooter (stilizálva FasterHarderScooter) a német Scooter együttes 1999-ben megjelent kislemeze, az első kislemez a Back To The Heavyweight Jam című albumról. Ilyen címmel már készítettek számot 1995-ben, azonban az az első lemezen szerepelt, és inkább a Hyper Hyper egyvelege.
A kislemez rendkívül sikeres lett, ez volt az első olyan Scooter-kiadvány, amely Európa jelentős részén bekerült a kislemez TOP40-be. Koncerteken a mai napig gyakran előfordul.

## Számok listája
1. Faster Harder Scooter – 03:42
2. Faster Harder Scooter (Full Length) – 04:24
3. Faster Harder Scooter (Club Mix) – 05:21
4. Faster Harder Scooter (Sunbeam Remix) - 09:23
5. Faster Harder Scooter (Signum Remix) - 07:20

A papírtokos változat a Radio Edit mellett mindössze a Signum Remix hallható.

### Limited Edition
1. Faster Harder Scooter – 03:42
2. Faster Harder Scooter (Full Length) – 04:24
3. Faster Harder Scooter (Club Mix) – 05:21
4. Monolake – 04:12
5. Faster Harder Scooter – The Video

Egészen kis példányszámban kapható volt egy fémdobozos változat is, gravírozott felirattal. Ezen a kiadványon nem szerepelt a videoklip. Promóciós célokkal osztogatták ennek egy még ritkább változatát, amelyen két rádiós reklám is helyet kapott a dal mellett.

### Vinyl verzió
- A1: Full Length
- A2: Club Mix
- B1: Sunbeam Remix
- B2: Signum Remix

Japánban megjelent bakelitváltozatokra felkerült a "P.K.G. Mix" és a "P.K.G. Phat Jam Mix" című változat. Ezeket széles körben a Back to the Heavyweight Jam album 2013-as dupla lemezes újrakiadása tette ismertté (igaz, szerepeltek az album 2000-es japán kiadásán is).

## Más változatok
2002-ben a 24 Carat Gold című lemezre egy lerövidített változata került fel. Szerepel az ugyancsak 2002-es "Encore - Live and Direct" című koncertalbumon is, valamint a "Push The Beat For This Jam" című válogatáslemezre is felkerült egy, a lengyel turné alatt felvett változat.
2002-ben az Eläkeläiset nevű finn együttes "Jenkkapolkkahumppa" címmel elkészítette a dal feldolgozását.
2004-ben a "10 Years Anniversary Concert" című kiadványra felkerült egy koncertverzió.
2006-ban az Excess All Areas című koncertalbum internetről letölthető változatának bónusz tartalma volt a koncertfelvétel.
2009-ben a Hands On Scooter című albumra a Knorkator elkészítette a dal rockváltozatát.
2012-ben a The Big Mash Up Tour nyitószáma volt a "Ramp! (The Logical Song)"-gal egybedolgozva, lerövidítve, a második versszakot dubstep stílusú kiállásra változtatták.

## Videoklip
A "Faster Harder Scooter" klipjét Dél-Afrikában vették fel. Míg a zenekar homokfutókon jár a sivatagban, az általuk hátrahagyott embereket mutatják. Rick felborul a saját járművével, H.P. és Axel pedig összeütköznek a klip végén, aminek hatalmas robbanás a vége. Rick felborulását valójában Axel dublőre követte el. Eredetileg ez egy véletlen baleset eredménye volt, de mivel a kamera közben végig forgott, ezért úgy döntöttek, hogy a végleges változatban is benne marad ez a jelenet.

## Közreműködtek
- H.P. Baxxter (szöveg)
- Rick J. Jordan, Axel Coon (zene)
- Jens Thele (menedzser)
- Agnes, Carsten, Helge, Jan, Kathy, Markus, Martin, Nikk, Steffi, Thorben (közönségzaj)
- Helge Vogt (gitár)
- Marc Schilkowski (borítóterv)
- Olaf Heine (fényképek)